# Acromantis palauana
Acromantis palauana es una especie de mantis de la familia Hymenopodidae.

## Distribución geográfica
Se encuentra en Palaos.